# Lý Kiến Thái
Lý Kiến Thái (chữ Hán: 李建泰, ? – 1649) tên tự là Phục Dư, người Khúc Ốc tỉnh Sơn Tây, nhân vật chính trị thời Minh mạt Thanh sơ.

## Tiểu sử
Xuất thân trong một gia đình giàu có. Năm Thiên Khải thứ 5 (1625), ông thi đỗ tiến sĩ khoa Kỷ Mùi, nhậm chức Tế tửu Quốc tửu giám, rất có tiếng tăm. Tháng 5 năm Sùng Trinh thứ 16 (1643), thăng làm Lại bộ hữu thị lang, tháng 11 vào nội các, bái làm Đông Các đại học sĩ, sử xưng "phong cốt nghiêm trang, tính tình khẳng khái". Do quê nhà của họ Lý bị Lý Tự Thành phá hủy, nên ông không có ý định gia nhập Lý Tự Thành. Ngày mồng 1 tháng 1 năm Sùng Trinh thứ 17 (1644), Lý Tự Thành tuyên thệ phạt Minh, dẫn 40 vạn quân Đại Thuận vượt sông tấn công phía đông, thẳng tới Bắc Kinh, ít lâu sau Bình Dương thất thủ, tin Lý Tự Thành uy hiếp kinh thành làm chấn động triều đình, vua Sùng Trinh lâm triều nói trong nước mắt: "Trẫm không thể là vua mất nước, trẫm muốn thân chinh ra trận, thà đổ máu nơi sa trường còn hơn chết trong tay giặc". Lý Kiến Thái nghe tin vua Sùng Trinh ngự giá thân chinh đã bày tỏ nguyện vọng lấy tiền bạc của mình ủng hộ quân đội, xây dựng lực lượng vũ trang ở Sơn Tây nhằm ngăn chặn sự tấn công của Lý Tự Thành. Sùng Trinh rất vui mừng lập tức phong họ Lý làm Binh bộ Thượng thư cùng ban cho Thượng Phương bảo kiếm, tùy nghi hành sự.
Nào ngờ Lý Kiến Thái vừa ra khỏi thành Bắc Kinh thì đã gặp muôn vàn khó khăn, không thể mua được lương thực và vật dụng suốt dọc huyện Từ Châu. Nhiều lần hành quân, binh sĩ thấy đòn kiệu đang khiêng bị gãy đều cho là có điềm xấu, Kiến Thái biết rõ Sơn Tây ắt sẽ gặp biến loạn khắp nơi, cố ý làm chậm tốc độ hành quân, mỗi ngày chỉ đi được ba mươi dặm, lúc đến được Trác Châu, khoảng 3.000 binh sĩ đã bỏ trốn chỉ còn lại 500 người là chịu đi tiếp. Tới huyện Quảng Tông phủ Thuận Đức, thân sĩ địa phương lại đóng cửa thành không cho quan quân vào trong, Kiến Thái lập tức điều động binh mã đánh phá, giết được hương thân địa phương là Vương Tá, đánh roi tri huyện Trương Hoành Cơ. Tháng 3 cùng năm, tình hình ngày càng nguy ngập, vua Sùng Trinh cho triệu các đại thần để bàn kế sách, có ngày thiết triều đến ba lần, Lý Kiến Thái vội sai người về triều dâng tấu khuyên nên di chuyển triều đình xuống Nam Kinh, bỏ ngỏ kinh thành, tạm thời né tránh mũi nhọn của địch nhưng nhà vua không nghe. Quân của họ Lý vừa đặt chân đến Bảo Định, đột nhiên phát hiện quân Lý Tự Thành đang đến gần, quân Minh hoảng hốt không dám tiến lên, đúng lúc đó Lý Kiến Thái lại mắc bệnh, toàn quân rối loạn, trung quân Quách Trung Kiệt thấy vậy liền ra hàng Lý Tự Thành. Về sau, Bảo Định bị chiếm, tri phủ Hà Phục, hương quan Trương La Ngạn đều bị giết, Kiến Thái tự sát không thành công, bị tướng của Lý Tự Thành là Lưu Phương Lượng bắt làm tù binh.
Sau khi quân Thanh tiến vào Sơn Hải quan, họ Lý được tân triều mời vào làm Nội Viện đại học sĩ (tiền thân của Nội Các đại học sĩ), ngay sau đó bị bãi chức quan, càng làm tăng sự bất mãn của ông đối với nhà Thanh. Năm Thuận Trị thứ 6 (1649), Khương Tương ở Đại Đồng khởi binh chống Thanh, Kiến Thái nghe vậy cũng hưởng ứng theo, thế nhưng việc binh thất bại đành phải rút về, biết trước sau gì mình cũng chết, họ Lý nói với năm mươi thê thiếp rằng: "Nay ta ắt phải chết, có ai sẵn sàng chết vì ta không?". Sau đó, Lý Kiến Thái bị triều đình nhà Thanh xử tử.